# Ca la Ramoneta
Ca la Ramoneta és una obra del municipi d'Anglès (Selva) inclosa en l'Inventari del Patrimoni Arquitectònic de Catalunya.

## Descripció
Es tracta d'un immoble de tres plantes, entre mitgeres, ubicat al costat dret del carrer d'Avall.
Tot i ser propietat de l'Ajuntament, l'estat actual en què es troba l'immoble és d'abandonament total. El seu estat de conservació és lamentable com així ho acrediten les tres obertures tapiades amb rajols. Aquestes són el portal d'accés de la planta baixa, la finestra rectangular amb llinda monolítica i muntants de pedra del primer pis i la finestra del segon pis.
El motiu de tapiar les tres obertures fou, a més del seu abandonament, l'esfondrament i caiguda del balcó del segon pis.
La casa respon a la tipologia de casa medieval transformada. Així ho acredita la documentació fotogràfica en la qual apareix la casa amb un badiu en el segon pis, cobert per un ràfec molt pronunciat. Dos trets més que són propis d'aquesta tipologia són la reformulació de la façana buscant l'entrada de més llum i l'obertura o transformació de finestres preexistents en forma de balcons.